# I'll Supply the Love
I'll Supply the Love is een nummer van de Amerikaanse rockband Toto uit 1979. Het is de tweede single van hun naar zichzelf vernoemde debuutalbum.
Het nummer was de opvolger van de monsterhit Hold the Line. Ondanks dat "Hold the Line" een wereldhit was, werd "I'll Supply the Love" geen hit. In de Amerikaanse Billboard Hot 100 haalde het wel een bescheiden 45e positie. Ook in Nieuw-Zeeland haalde het de hitlijsten. In Nederland haalde het nummer de 14e positie in de Tipparade. Verder heeft "I'll Supply the Love" nergens hitlijsten behaald.